# سيريتسي خاما
سيريتسي خاما (بالإنجليزية: Seretse Khama)‏ (و. 1921 – 1980 م) هو سياسي، ومحامي، من بوتسوانا، توفي في جابورون، عن عمر يناهز 59 عاماً، قررت بريطانيا نفيه خارج بلده بوتسوانا و بعد ذلك تراجعت توفي بسبب ورم البنكرياس. في 1948 تزوج من روث ويليامزوهي انكليزية بيضاء. لم يرق خبر زواجه من فتاة بيضاء لاحد، وقام التاج البريطاني بتعيين لجنة اختصاصيين لدراسة مسألة الزواج بين عرقين مختلفين باعتبارها سابقة خطيرة. اصدرت اللجنة حكمها بالنفي. ترأس من المنفى، النضال من اجل استقلال بوتسوانا. وفي العام 1966، تحول الى أول رئيس، جرى اختياره باغلبية كبيرة في انتخابات مستقلة.

## مناصب
تولى منصب رئيس بوتسوانا (30 سبتمبر 1966–13 يوليو 1980).

## التعليم
تعلم في جامعة فورت هير، وكلية باليول بجامعة اوكسفورد.

## جوائز
حصل على جوائز منها:
- جائزة نانسن للاجئين (1978)
- فارس قائد رتبة الإمبراطورية البريطانية.

| المناصب السياسية | المناصب السياسية                             | المناصب السياسية |
| ---------------- | -------------------------------------------- | ---------------- |
| سبقه             | رئيس بوتسوانا 30 سبتمبر 1966 - 13 يوليو 1980 | تبعه كوت ماسير   |

## روابط خارجية
- سيريتسي خاما على موقع الموسوعة البريطانية (الإنجليزية)
- سيريتسي خاما على موقع مونزينجر (الألمانية)